# Вільгельм Лай
Вільге́льм Авгу́ст Ла́й (нім. Wilhelm August Lay; нар. 30 липня 1862, Бетцинген — пом. 9 травня 1926, Карлсруе) — німецький педагог, теоретик експериментальної педагогіки. Випускник Фрайбурзького університету.

## Діяльність
В педагогічній практиці Вільгельм Лай великого значення надавав організації дії. Він вважав, що будь-який пізнавальний акт являє собою тріаду: сприйняття, розумова переробка, зовнішнє вираження, що і є дією. Під дією він розумів будь-який вид самостійної творчої діяльності учня, спрямований на пристосування його до середовища. Школа, на думку вченого, має являти собою громаду, моделювальне природне і соціальне середовище. 
Головна увага в школах Вільгельма Лая, які називалися «школами дії», приділялася такими видам занять, як моделювання, драматизація, малювання, ліплення, догляд за рослинами і тваринами тощо.

## Вибрані праці
- «Експериментальна дидактика».
- «Школа дії. Реформа школи згідно вимог природи і культури».